# Sobory laterańskie
Sobory laterańskie – seria synodów i soborów, które odbywały się w pałacu na Lateranie, przyległym do bazyliki św. Jana na Lateranie. W pierwszym tysiącleciu wszystkie sobory powszechne obradowały na Wschodzie, niektóre jednak z synodów laterańskich cieszyły się dużym znaczeniem i uznaniem patriarchów całego Kościoła chrześcijańskiego.
Pierwszy ważny synod laterański został zwołany przez Konstantyna Wielkiego przeciw donatystom i odbył się w roku 313 (pontyfikat Milcjadesa). Przeciw monoteletom zwołany został synod w roku 649 (za pontyfikatu Marcina I). Synod ten znalazł poparcie św. Maksyma Wyznawcy.
Na Lateranie odbyło się pięć soborów, w Kościele łacińskim zaliczanych do powszechnych.
- I sobór laterański 1123
- II sobór laterański 1139
- III sobór laterański 1179
- IV sobór laterański 1215 – uważany za jeden z najważniejszych przed soborem trydenckim
- V sobór laterański 1512–1517.